# San Leonardello
San Leonardello is een plaats (frazione) in de Italiaanse gemeente Giarre.